# Voldemaras Čarneckis
Voldemaras Vytautas Čarneckis (ur. 9 stycznia 1893 w Pajiesys koło Mariampola, zm. 4 listopada 1942 w Swierdłowsku) – litewski działacz polityczny i dyplomata, minister spraw zagranicznych Republiki Litewskiej (1924–1925).
W latach 1911–1916 studiował w Instytucie Elektrotechnicznym im. Aleksandra II w Petersburgu. W okresie studiów związał się z katolickim ruchem ateitininków. Po uzyskaniu przez Litwę niepodległości w 1918 roku wszedł w skład Taryby. Wraz z Aleksandrasem Stulginskisem zaangażował się w zorganizowanie powrotu litewskich uchodźców wojennych z terenu RFSRR. Od grudnia 1918 do marca 1919 roku stał na czele ministerstwa finansów, a od kwietnia 1919 roku do maja 1920 roku zarządzał resortem transportu.
W kwietniu 1920 roku wszedł w skład Sejmu Ustawodawczego jako przedstawiciel Litewskiej Partii Chrześcijańsko-Demokratycznej. W tym okresie roku wziął udział w pertraktacjach pokojowych między Republiką Litewską a Rzecząpospolitą Polską w Suwałkach oraz w konferencji Ligi Narodów w Genewie. Od 1921 do 1923 roku był pełnomocnikiem rządu ds. Litwy Pruskiej. Objął urząd posła w Waszyngtonie i Londynie (1923–1924). W rządzie chrześcijańsko-demokratycznym sprawował funkcję ministra spraw zagranicznych (1924–1925).
Od 1925 do 1939 roku kierował litewskim poselstwem w Rzymie. Po powrocie na Litwę przejął zwierzchnictwo nad Departamentem Prawno-Administracyjnym MSZ. W latach 1940–1941 pracował w Ludowym Komisariacie Przemysłu Spożywczego, jednak 14 maja 1941 roku został aresztowany przez NKWD, zesłany do łagru i tam zastrzelony na jesieni 1942 roku.